# Drosera roseana

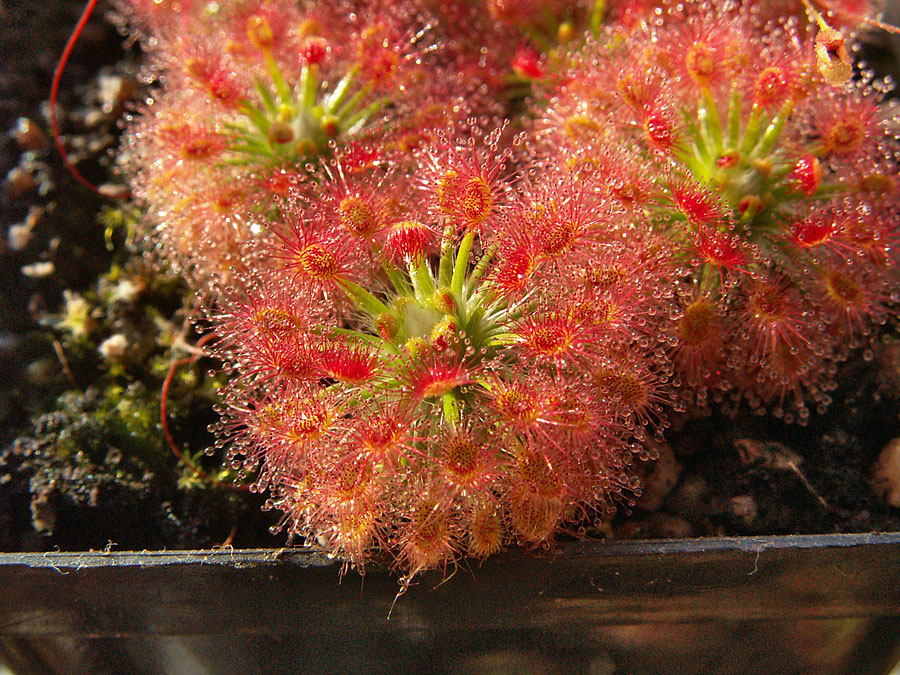
Droseana roseana, Habitus (in Kultur)

Drosera roseana ist eine fleischfressende Pflanze aus der Gattung Sonnentau (Drosera).

## Beschreibung
Drosera roseana ist eine mehrjährige, krautige Pflanze. Diese Art ist ein rosettenbildender Zwergsonnentau und erreicht einen Durchmesser von etwa 3 cm bis knapp 5 cm. Neue Blätter stützen sich auf ein relativ schnell größer werdendes Bett aus alten Blattteilen, womit die Pflanze nach einiger Zeit eine Höhe bis 3 cm erreichen kann. Wie alle Zwergsonnentau-Arten besitzt Drosera roseana eine lange, dünne Pfahlwurzel, oberirdisch werden gelegentlich Stützwurzeln gebildet. Die Petiolen sind etwa 5 mm lang und 0,8 mm breit, die ovalen Fangblätter ca. 3 mm. Die Farbe der Fangblätter variiert entsprechend der Lichtverhältnisse von gelb-grün über rosa bis tiefrot.
Blüten werden (am australischen Naturstandort) in der Zeit von November bis Januar gebildet. Der haarige Blütenstängel kann bis zu 5 cm lang werden und besitzt 20-30 in Reihen angeordnete weiße, rosa oder orange Blüten, die sehr dicht aneinander wachsen. Die Blüten selbst haben einen Durchmesser von ca. 1 cm und besitzen 5 ovale Kronblätter, die nicht länger als 6 mm werden und in seltenen Fällen rosa Flecken aufweisen können. Eine Blüte besitzt 3-4 Griffel und 5 Staubblätter. Eine Blüte kann bis zu 3 Tage geöffnet bleiben (auch nachts), wobei sie einen leicht süßlichen Geruch verströmt.
Zwergsonnentautypisch ist die Bildung von Brutschuppen: Die leicht ovalen Brutschuppen werden im australischen Herbst bis Winter (Ende April bis Juni) gebildet, wenn die Tageslichtlänge abnimmt. Sie haben eine Länge von ca. 1 mm bei einer Breite von 0,9 mm und einer Dicke von 0,6 mm. Fangblätter werden in dieser Zeit nur noch selten ausgebildet und alte Blätter klappen an der Seite ab.
Die Wachstumszeit von Drosera roseana erstreckt sich im australischen Frühling von September bis Ende November. Im trockenen Sommer wird zum Schutz der lebenden Pflanzenteile in der Basis eine relativ kleine Stipulenknospe gebildet.
Die Chromosomenzahl beträgt 2n = 6-8.

Verbreitung von D. roseana in Australien

## Verbreitung
Das Verbreitungsgebiet erstreckt sich im Südwesten Australiens, westlich von Albany bis Windy Harbour an der Küste entlang. Klimatisch herrschen hier kühle, feuchte Winter mit Temperaturen zwischen 10 und 20 °C bei geringen Niederschlägen (um 100 mm) vor. Der Sommer ist hingegen gekennzeichnet durch heiße, trockene Sommer bei Temperaturen zwischen 15 und 25 °C und geringen Niederschlägen (um 50 mm).

## Systematik
Von Allen Lowrie wird Drosera roseana als eigenständige Art angesehen, Jan Schlauer hingegen sieht sie als Unterart von Drosera paleacea, womit sich nach seiner Systematik der Name Drosera paleacea subsp. roseana (N.G.Marchant & Lowrie) Schlauer ergibt.